# Body Language (Boney James)
Body Language è il sesto album in studio del sassofonista statunitense Boney James, pubblicato il 23 febbraio 1999.

## Tracce
1. Are You Ready? – 5:02
2. Into the Blue – 4:33
3. Body Language – 4:55
4. I'll Always Love You – 4:26
5. Boneyizm – 4:27
6. Love Fest – 4:45
7. Bedtime Story – 4:25
8. I Get Lonely – 5:31
9. All Night Long – 4:10